# The Barracudas
The Barracudas – angielski zespół rockowy założony na przełomie lat 70. i 80.

## Historia
Pierwotnym stylem muzycznym grupy był surf rock. Z tego okresu pochodzi nagranie zespołu, które jako jedyne weszło w Wielkiej Brytanii do UK Singles Chart – był utwór "Summer Fun" z 1980 roku, zaczynający się fragmentem reklamy Plymoutha Barracudy z 1960 roku, w którym jeden z konferansjerów ma trudności z wypowiedzeniem słowa "barracuda". Z tego okresu pochodzi debiutancki album Drop Out With Barracudas, wydany w 1981 roku nakładem wytwórni Voxx. 
Dalsza twórczość zespołu bliższa była muzyce psychodelicznej. Na początku lat osiemdziesiątych zespół stał się jednym z przedstawicieli "odrodzenia" rocka garażowego. Grupa wypracowała swój indywidualny styl dopiero po dojściu gitarzysty Chrisa Wilsona. Jego wpływ słychać na kolejnych albumach grupy – Mean Time (1983, Closer) oraz Endeavour To Persevere (1984, Closer).
Płyty ukazały się jedynie na rynku francuskim, gdyż grupie nie udało się podpisać żadnego kontraktu w Wielkiej Brytanii. Ograniczyło to dalszy rozwój grupy i w efekcie doprowadziło do rozpadu zespołu w 1984 roku.
Grupa reaktywowała się w 1993 roku nagrywając album Wait For Everything (1993). Ponownie reaktywowała się w 2005 roku.

## Dyskografia
- 1981 - Drop Out With Barracudas
- 1983 - Mean Time
- 1983 - Live
- 1984 - Endeavour To Persevere
- 1986 - Live In Madrid
- 1993 - Wait For Everything